# みんなのニュース しずおか
『みんなのニュース しずおか』は、テレビ静岡で月曜日から金曜日の夕方に放送していた静岡県向けのローカルワイドニュース番組である。
この項では土日版の『FNNみんなのニュース しずおかWeekend』についても記す。

## 概要
2015年度春季改編（3月30日）による『みんなのニュース』の放送開始にともない、それまで17年間にわたり放送した『FNNテレビ静岡スーパーニュース』の後継番組として放送を開始した。同番組は『情報ワイド てっぺん静岡』（15:50 - 16:50）と合せたローカルコンプレックス番組『しずおか!てっぺんアワー』→『LIVEをピピピ』の第2部として放送している。
番組開始時から2015年9月までは金曜及び特定の日に限り、17時台後半にローカルパートを設けていたが、その後の改編で一旦廃止された。更にその後の2017年4月3日より、17:10 - 17:25に『サキダシ!しずおか』と題したローカルパートを再度設定し、17時台にも静岡県内のニュースと天気予報、18時台の特報の予告を放送するようになった（キャスターは本番組18時台と同じメンバーとなる）。
また土日は、『FNN みんなのニュース Weekend』の開始にともない、従来の『FNNテレビ静岡スーパーニュースWEEKEND』に代わって、2015年4月4日より『FNN みんなのニュース しずおか Weekend』が放送開始した。
2017年10月2日から、先述の『てっぺん静岡』の16:45 - 17:53への枠移動・『てっぺん!』への改題（同時に『LIVEをピピピ』も『静岡すみずみアワー』に改題）により、17:53 - 19:00に縮小した。これにともない、フジテレビ『みんなのニュース・第1部』のネットは打ち切った。また、同日より新社屋での放送に切り替えたためセット・テロップ類を一新した。
2018年3月30日をもって終了した。後番組は『プライムニュース しずおか』。

## 放送日時
- 平日 17:53 - 19:00（日本時間、67分）
  - 番組開始から2016年4月1日までは17:00開始、2016年4月4日から2017年9月29日までは16:50開始で『みんなのニュース』第1部をネットし、2017年4月3日から2017年9月29日までは17:10 - 17:25に『サキダシ!しずおか』を放送していた。
- 土日 17:30 - 18:00（『FNN みんなのニュース しずおか Weekend』として）

## 出演者
※静岡県内ローカルニュースパートのみ。全員テレビ静岡アナウンサー。

### 月-金曜版
メインキャスター
- 月 - 木曜日
  - 蓮見直樹
  - 本谷育美
- 金曜日
  - 永井俊樹
  - 田中美紗貴

コーナーキャスター
- スポーツ：小松建太

※蓮見は前番組から続投

### 土日版
- 土曜・日曜ともに上記以外のテレビ静岡所属のアナウンサー・記者のシフト勤務